# Viktor zu Leiningen-Westerburg-Altleiningen
Viktor August Graf zu Leiningen-Westerburg-Altleiningen (* 1. Januar 1821 auf Schloss Ilbenstadt (heute Ortsteil von Niddatal), Hessen-Darmstadt; † 19. Februar 1880 in Darmstadt, Hessen-Darmstadt) war k.u.k. österreichisch-ungarischer Feldmarschallleutnant und Mitbegründer des „Mainzer Adelsvereins“.

## Familie

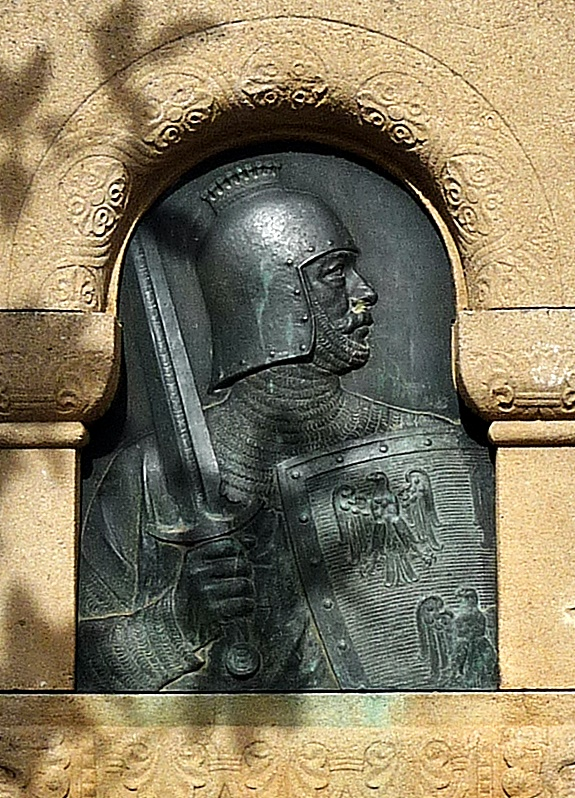
Der einige Sohn Reinhard August, als Kreuzritter auf dem Röhrbrunnen Grünstadt

Viktor war der jüngste Sohn des Grafen Friedrich I. Ludwig Christian zu Leiningen-Westerburg (1761–1839) aus dem Adelsgeschlecht Leiningen und dessen zweiter Ehefrau Eleonore Maria Magdalena Breitwieser, später nach der Hochzeit im Jahr 1813 geadelt zu „von Brettwitz“ (1781–1841).
Graf Viktor heiratete 1862 seine Nichte Gräfin Marie zu Leiningen-Westerburg (1831–1863), die Tochter seines ältesten Bruders Friedrich II. Eduard (1806–1868) und der Freiin Henriette von und zu Egloffstein (1805–1870). Gräfin Marie starb drei Wochen nach der Geburt des einzigen Kindes Reinhard August (1863–1929), dessen Relief in Kreuzritterkleidung, geschaffen nach einem Porträt von Guido Philipp Schmitt, den sogenannten Röhrbrunnen in der Fußgängerzone Grünstadt ziert.

## Leben
Schon als Knabe begann Leiningen seine militärische Ausbildung und im Alter von 19 Jahren (1840) diente er als Leutnant in einem österreichischen Infanterieregiment.

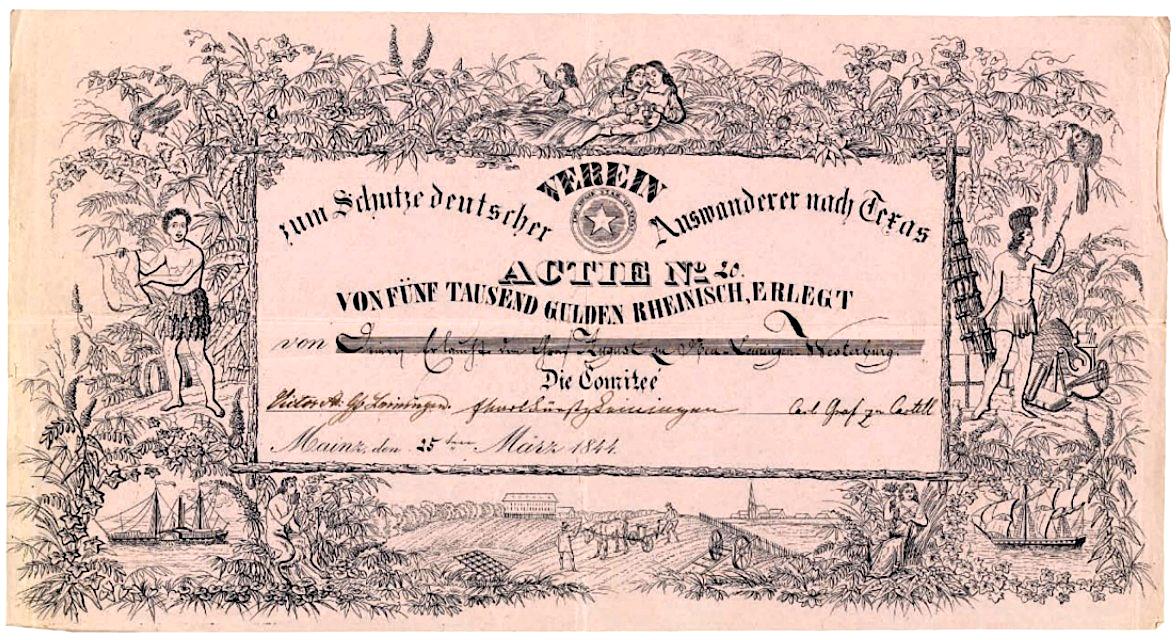
Aktie No. 20 vom „Verein zum Schutze deutscher Auswanderer nach Texas“ über 5000 Rheinische Gulden, 25. März 1844;
unterzeichnet u. a. von „Victor A. Graf Leiningen“

Im April 1842 gehörte er zu den Mitbegründern des „Mainzer Adelsvereins“ in Biebrich bei Mainz, der sich die Förderung der Auswanderung nach Texas (USA) zum Ziel setzte. Bereits im Mai 1842 wurde er auserkoren, gemeinsam mit Graf Joseph  von Boos zu Waldeck nach Texas zu fahren, um dort Land für deutsche Auswanderer zu erwerben (siehe weiter bei Boos-Waldeck).
Im Februar 1843 verließ er allein Texas und nach seiner Rückkehr im Mai berichtete er in Mainz über seine Erfahrungen und Ergebnisse in Amerika. Im Gegensatz zu Boos-Waldeck, der vor einer allzu schnellen Auswanderungswelle warnte, bevor nicht die notwendigen Vorbereitungen in Texas getroffen seien, scheint Leiningen aber unbesorgt zu einer zügigen Auswanderung geraten zu haben.
Leiningen reiste niemals wieder nach Texas und spielte auch im „Adelsverein“ keine größere Rolle mehr. Stattdessen setzte er seine militärische Laufbahn bei der österreichischen Armee fort. Im Jahr 1865 ist er als Oberst und Kommandant des 32. Infanterie-Regiments „Erzherzog Franz Ferdinand“ erwähnt. Mit der Beförderung zum Generalmajor im Jahr 1866 nahm er als Kommandant der Brigade „Leiningen“ im 1. Armee-Korps am Preußisch-Österreichischen Krieg und an der Schlacht von Königgrätz teil.
Auf eigenen Wunsch ließ er sich im Jahr 1868 im Rang eines Feldmarschallleutnants in den Ruhestand versetzen, um bis 1874 die Vormundschaft für seinen Neffen Friedrich III. Wiprecht Franz Graf zu Leiningen-Westerburg-Altleiningen zu übernehmen.
Als Standesherr war er von 1870 bis 1872 automatisch Mitglied der 1. Kammer der Landstände des Großherzogtums Hessen. Ab 1874 lebte Leiningen in Darmstadt, wo er 1880 auch starb. Mit seinem Sohn Reinhard August erlosch 1929 die Linie Leiningen-Westerburg-Altleiningen.

## Orden und Ehrenzeichen
- Orden der Eisernen Krone
- Militärverdienstkreuz (Österreich)
- Ritterkreuz des Leopold-Ordens
- 1844 wurde er zum Ehrenmitglied des Nassauischen Vereins für Naturkunde ernannt.